# Koninginnedag 2011
Koninginnedag 2011 was de viering van de Nederlandse nationale feestdag Koninginnedag, op 30 april 2011. Koningin Beatrix en haar familie bezochten de Limburgse plaatsen Thorn en Weert voor de viering van deze feestdag.

## Programma

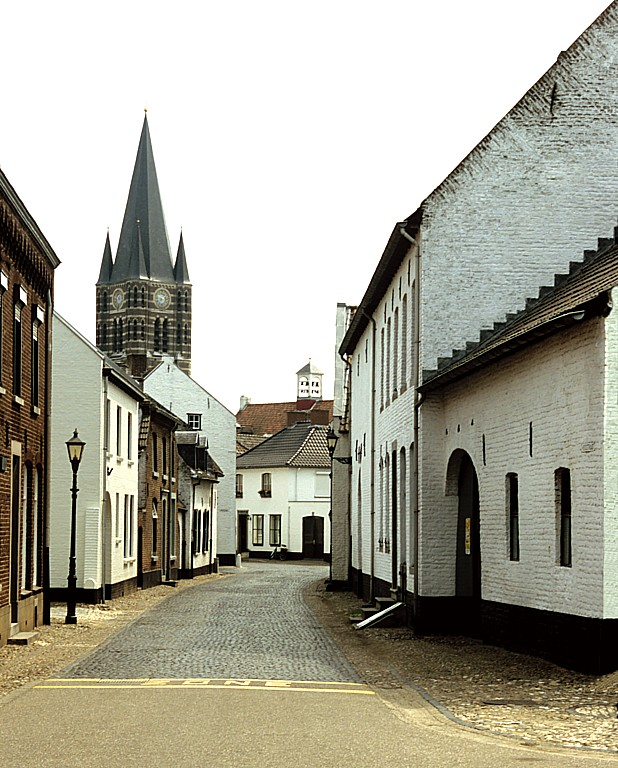
Thorn, het witte stadje

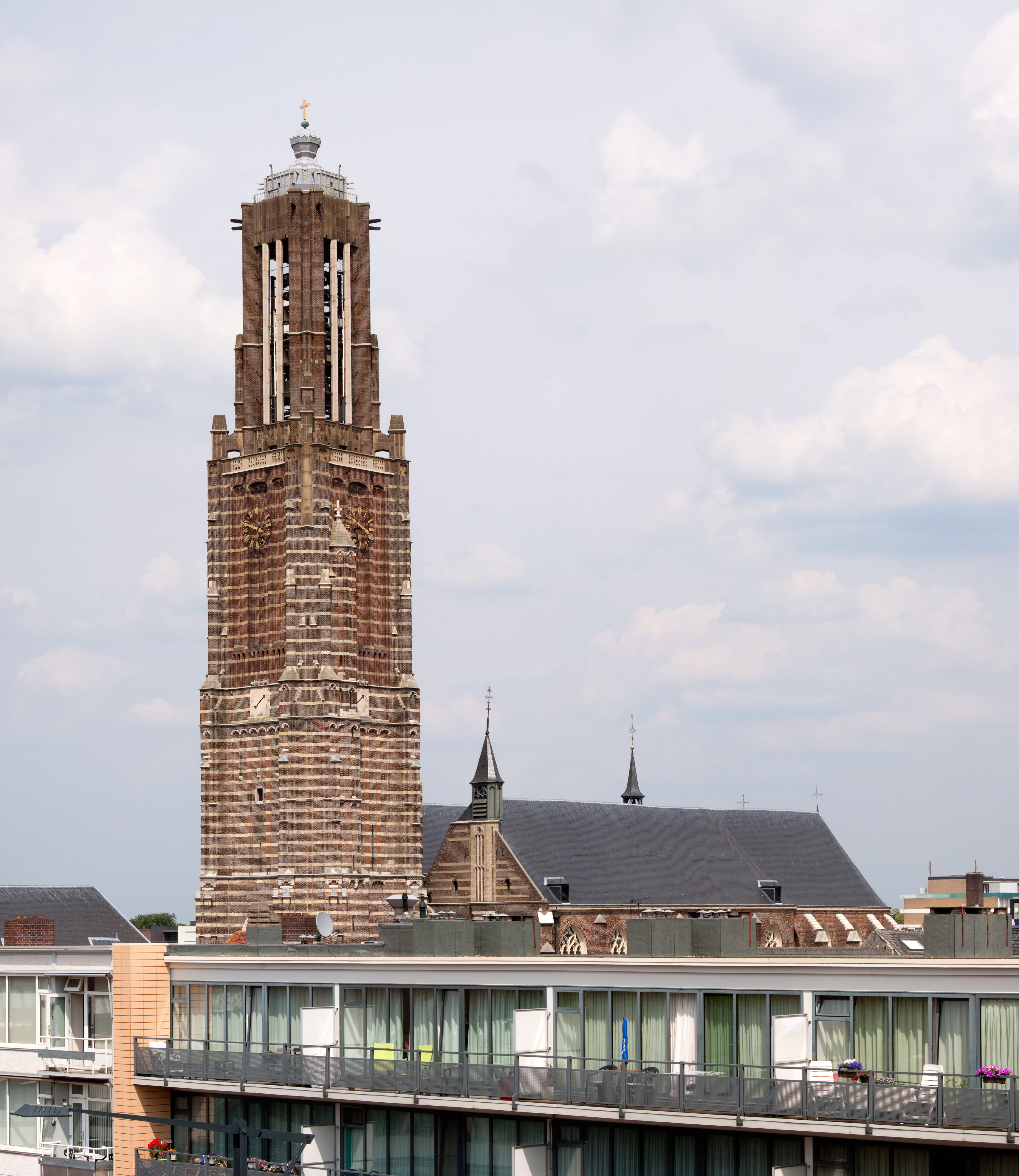
Weert, met de Martinuskerk

De koninklijke familie deed 's ochtends eerst Thorn aan. Daar maakte het gezelschap een toer door het historische centrum van het dorp. Allerhande thema's kwamen langs, met de nadruk op muziek, cultuur en geschiedenis. De twee harmonieorkesten van het dorp, de Harmonie St. Michaël (de ‘Geiten’) en de Koninklijke Harmonie (de 'Bokken') verzorgden de muzikale begin- respectievelijk slotscène, de koninklijke gasten mochten allemaal even voor valkenier spelen. Op een evenemententerrein kon op grote schermen naar het verloop van het bezoek worden gekeken.
Aan het begin van de middag startte het programma in Weert. De route hier voerde langs paarden, traditionele schutterijen, (top)sporters en scholieren, een cultureel plein, een straat vol streekproducten en een slot met muziek en dans. Op de Markt voerden jonge dansers een choreografie uit op de live uitgevoerde Bolero van Ravel. Ook kreeg Beatrix een demonstratie Limburgse vlaaien maken. Op het balkon van het voormalige stadhuis van Weert sprak de koningin haar dankwoord uit.

## Alcoholontmoediging
In Amsterdam gold dit jaar een ontmoedigingsbeleid voor alcoholconsumptie. De hoofdstad trekt elk jaar op Koninginnedag honderdduizenden bezoekers. In 2010 ontstonden grote problemen in de stad en in de treinen ernaartoe, wat onder meer werd toegeschreven aan overmatig alcoholgebruik. In de treinen en stations van NS gold op deze dag een algeheel alcoholverbod. De NS toonde zich tevreden over het verloop van Koninginnedag. Twee personen die 's ochtends aan de noodrem hadden getrokken werden onmiddellijk beboet, verder werden geen noemenswaardige incidenten gemeld.

## Lokale tekorten aan vrijwilligers
Uit diverse plaatsen klonken in de aanloop naar Koninginnedag verontruste geluiden van Oranjeverenigingen over het tekort aan vrijwilligers om de plaatselijke feesten mee te organiseren. En inderdaad gingen her en der traditionele Oranjefeesten niet door. In de Gelderse plaats Lienden werden Polen aangetrokken, waardoor er daar dit jaar wel Koninginnedag gevierd kon worden.

## Galerij

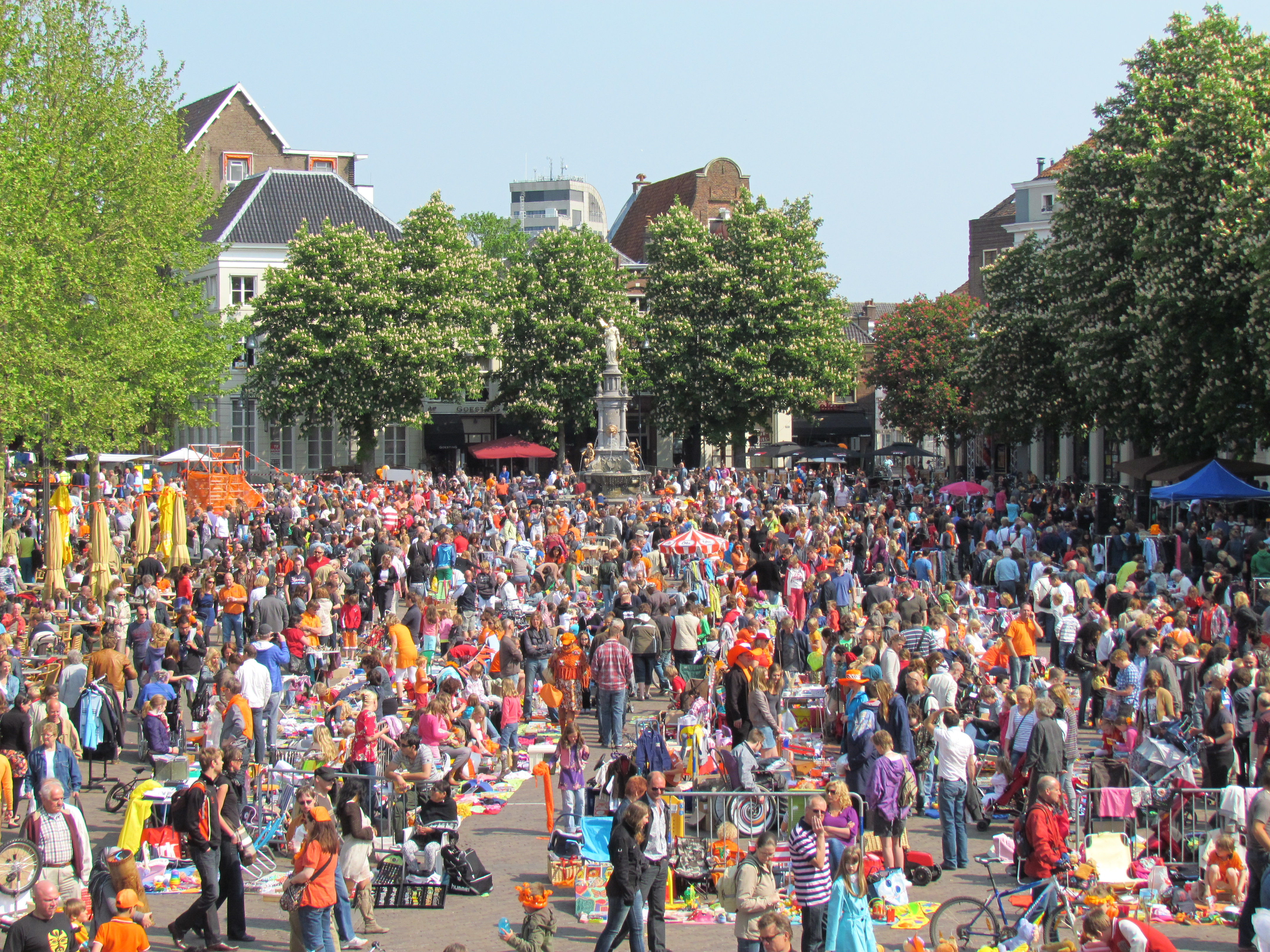
Koninginnedag in Deventer
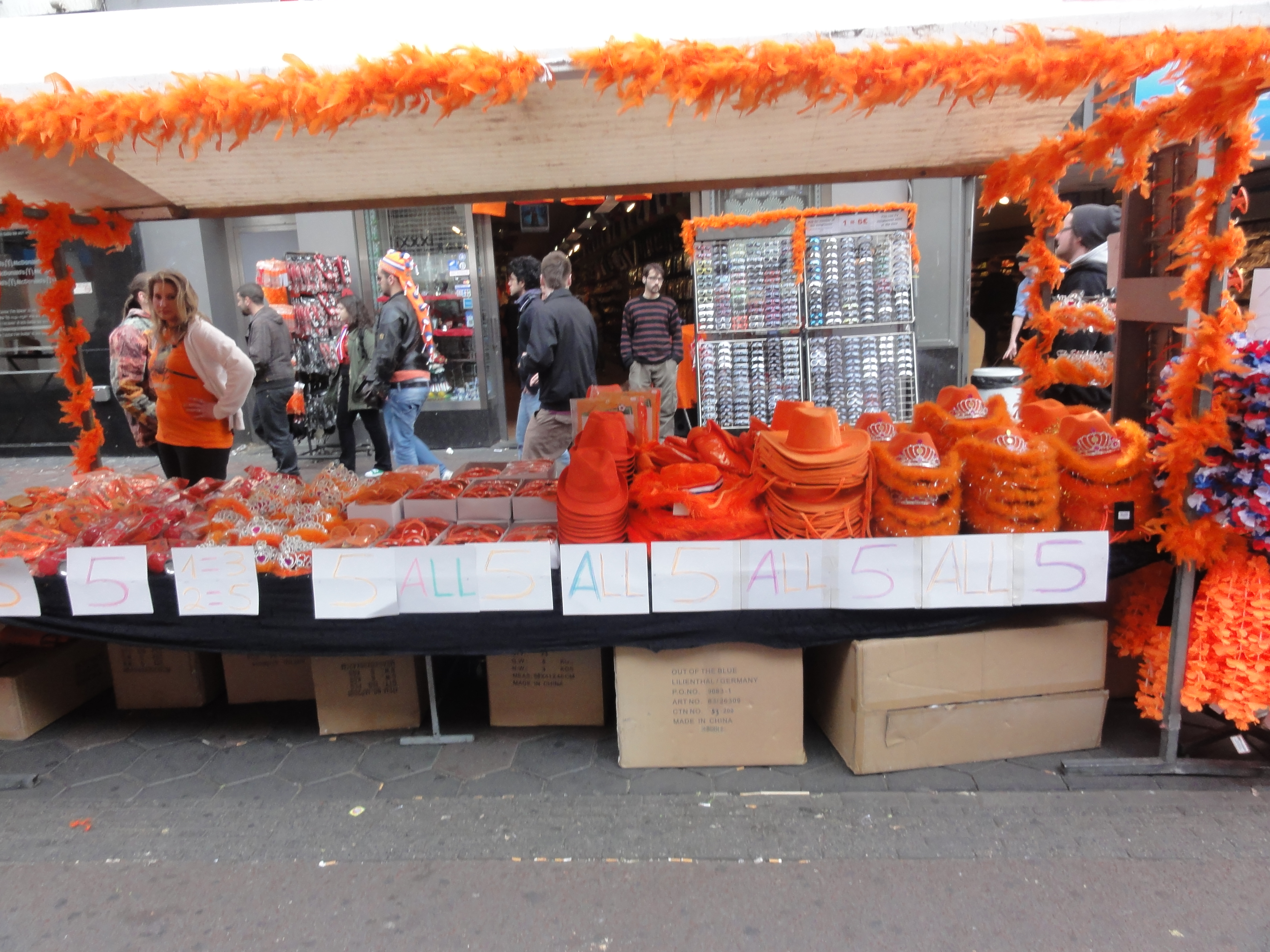
Kraampje met Oranje-artikelen in Amsterdam
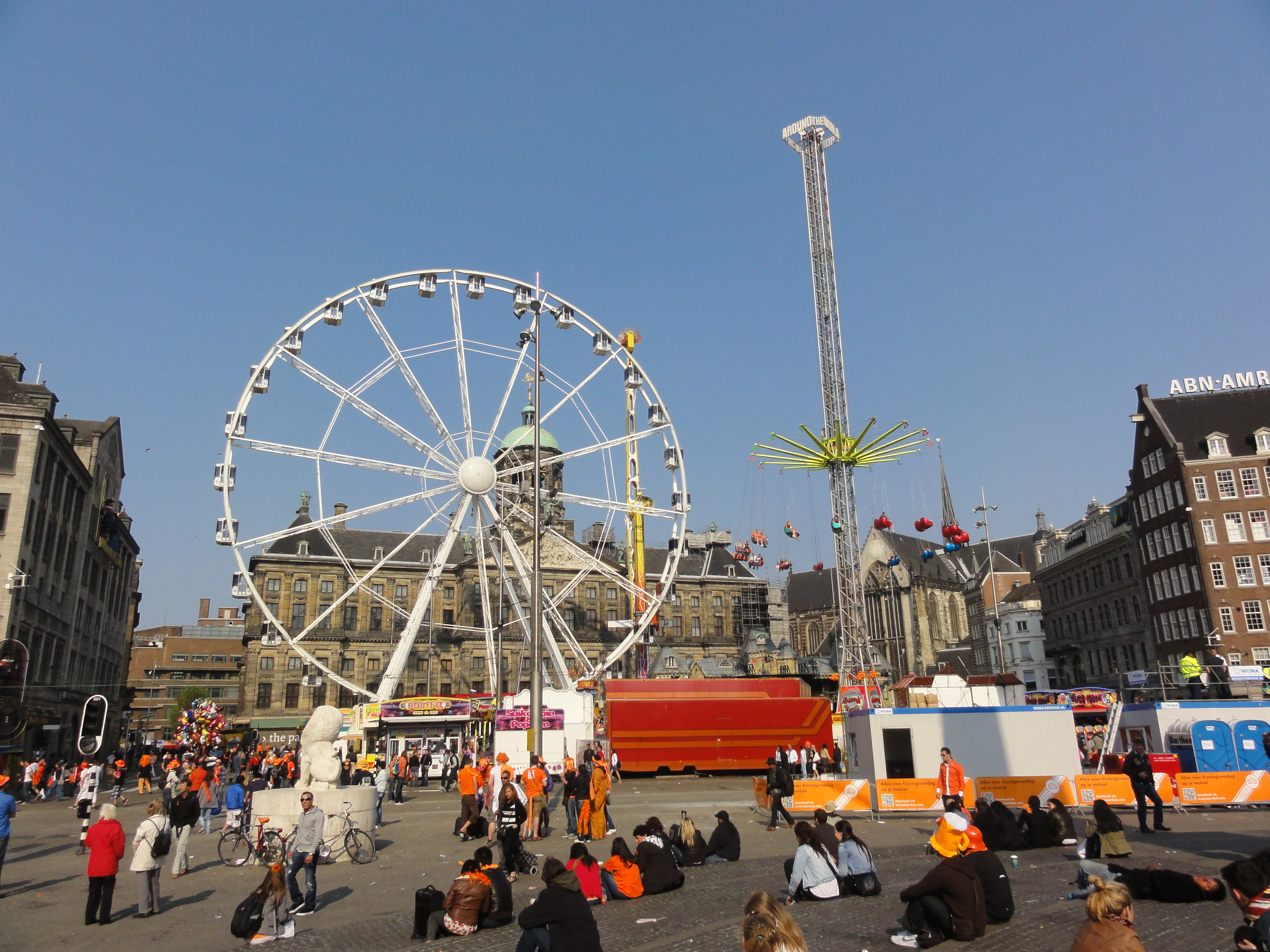
Kermis op de Dam